# Grotte du soldat
La grotte du soldat (en russe : Солдатская пещера) est une grotte du Qarabiy yayla en Crimée.

## Histoire
La grotte et longue de 2 100 m sur un dénivelé de 517 m. Elle fait partie du parc qui est au registre national des monuments immeubles d'Ukraine et un site du patrimoine naturel en Russie,.

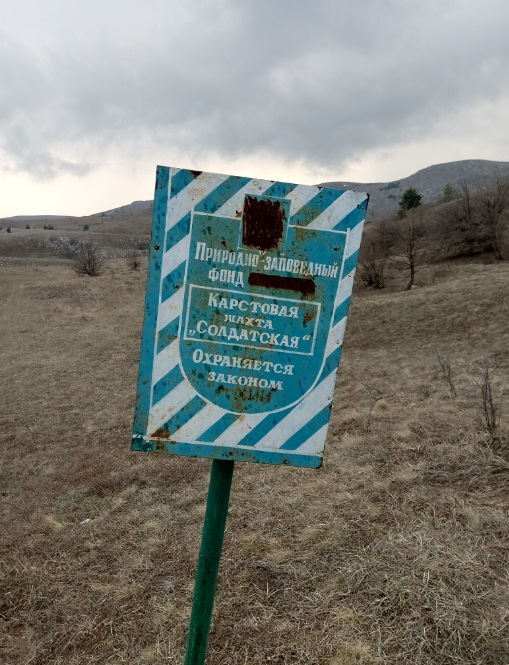
Son panneau de signalisation.

## Voir également
- Liste des cavités naturelles les plus longues de l'Ukraine.